# Marty Pavelich
Marty Pavelich (Sault Ste. Marie, Ontario; 6 de noviembre de 1927 – 28 de junio de 2024) fue un jugador de hockey sobre hielo canadiense que jugó once temporadas en la NHL con los Detroit Red Wings en la posición de ala izquierda y ganó en cuatro ocasiones la Copa Stanley, siendo el último sobreviviente de los campeones de la edición de 1950.

## Estadísticas
| 1944–45   | Galt Red Wings        | OHA-Jr.   | 21  | 8  | 12  | 20  | 10  | 9  | 7  | 5  | 12 | 6  |
| 1945–46   | Galt Red Wings        | OHA-Jr.   | 25  | 22 | 26  | 48  | 18  | 5  | 2  | 1  | 3  | 5  |
| 1946–47   | Galt Red Wings        | OHA-Jr.   | 28  | 22 | 28  | 50  | 32  | 9  | 4  | 5  | 9  | 6  |
| 1947–48   | Detroit Red Wings     | NHL       | 41  | 4  | 8   | 12  | 10  | 10 | 2  | 2  | 4  | 6  |
| 1947–48   | Indianapolis Capitals | AHL       | 26  | 3  | 14  | 17  | 21  | —  | —  | —  | —  | —  |
| 1948–49   | Detroit Red Wings     | NHL       | 60  | 10 | 16  | 26  | 40  | 9  | 0  | 1  | 1  | 8  |
| 1949–50   | Detroit Red Wings     | NHL       | 65  | 8  | 15  | 23  | 58  | 14 | 4  | 2  | 6  | 13 |
| 1949–50   | Indianapolis Capitals | AHL       | 6   | 2  | 3   | 5   | 2   | —  | —  | —  | —  | —  |
| 1950–51   | Detroit Red Wings     | NHL       | 67  | 9  | 20  | 29  | 41  | 6  | 0  | 1  | 1  | 2  |
| 1951–52   | Detroit Red Wings     | NHL       | 68  | 17 | 19  | 36  | 54  | 8  | 2  | 2  | 4  | 2  |
| 1952–53   | Detroit Red Wings     | NHL       | 64  | 13 | 20  | 33  | 49  | 6  | 2  | 1  | 3  | 7  |
| 1953–54   | Detroit Red Wings     | NHL       | 65  | 9  | 20  | 29  | 57  | 12 | 2  | 2  | 4  | 4  |
| 1954–55   | Detroit Red Wings     | NHL       | 70  | 15 | 15  | 30  | 59  | 11 | 1  | 3  | 4  | 12 |
| 1955–56   | Detroit Red Wings     | NHL       | 70  | 5  | 13  | 18  | 38  | 10 | 0  | 1  | 1  | 14 |
| 1956–57   | Detroit Red Wings     | NHL       | 64  | 3  | 13  | 16  | 48  | 5  | 0  | 0  | 0  | 6  |
| Total NHL | Total NHL             | Total NHL | 634 | 93 | 159 | 252 | 454 | 91 | 13 | 15 | 28 | 74 |

## Vida personal y muerte
Pavelich dejaría a los Red Wings al finalizar la temporada 1956-57. Él y Ted Lindsay fueron exitosos en la fabricación de suministros plásticos de partes de automóvil. Rechazó un contrato para la temporada de 1958 en las ligas menores por ser solo por $7,000 de salario base.
Pavelich murió el 28 de junio de 2024 a los 96 años luego de ser diagnosticado con esclerosis lateral amiotrófica un mes antes.